# Arthur Harari
Arthur Harari (Paris, 1981) é um cineasta, roteirista e ator francês.

## Carreira
Depois de três curtas e um média-metragem, dirigiu seu primeiro longa-metragem Diamant noir, um filme de assalto e drama de vingança familiar sobre negociantes de diamantes em Antuérpia, em 2016.
Seu segundo longa-metragem, Onoda: Ichiman'ya o Koete, foi selecionado para ser exibido como filme de abertura na seção Un Certain Regard do Festival de Cinema de Cannes de 2021. Com seu co-roteirista Vincent Poymiro, Harari recebeu o César de melhor roteiro original em fevereiro de 2022.

## Vida pessoal
Harari é neto do ator egípcio-francês Clément Harari. Seu irmão, Tom, é diretor de fotografia. Seu irmão, Lucas, é um romancista gráfico.
Harari mantém um relacionamento com a diretora Justine Triet, com quem tem dois filhos. Harari co-escreveu os roteiros de seus filmes Sibyl (2019) e Anatomie d'une chute (2023), este último dos quais recebeu a Palma de Ouro no Festival de Cinema de Cannes de 2023.

## Prêmios e indicações
| Premiação                                  | Data da cerimônia       | Categoria                                                                                     | Filme                     | Resultado | Ref.          |
| ------------------------------------------ | ----------------------- | --------------------------------------------------------------------------------------------- | ------------------------- | --------- | ------------- |
| British Independent Film Awards            | 3 de dezembro de 2023   | Melhor filme internacional independente (com Justine Triet, Marie-Ange Luciani e David Thion) | Anatomie d'une chute      | Venceu    | [ 10 ]        |
| Prêmio César                               | 24 de fevereiro de 2017 | Melhor primeiro filme                                                                         | Diamant noir              | Indicado  | [ 11 ]        |
| Prêmio César                               | 25 de fevereiro de 2022 | Melhor roteiro original                                                                       | Onoda: Ichiman'ya o Koete | Venceu    | [ 12 ]        |
| Prêmio César                               | 25 de fevereiro de 2022 | Melhor filme                                                                                  | Onoda: Ichiman'ya o Koete | Indicado  | [ 13 ]        |
| Prêmio César                               | 25 de fevereiro de 2022 | Melhor diretor                                                                                | Onoda: Ichiman'ya o Koete | Indicado  | [ 13 ]        |
| Prêmios do Cinema Europeu                  | 9 de dezembro de 2023   | Melhor roteiro (com Justine Triet)                                                            | Anatomie d'une chute      | Venceu    | [ 14 ]        |
| Gotham Awards                              | 27 de novembro de 2023  | Melhor roteiro (com Justine Triet)                                                            | Anatomie d'une chute      | Venceu    | [ 15 ]        |
| Prêmio Jacques Deray                       | 4 de março de 2017      |                                                                                               | Diamant noir              | Venceu    | [ 16 ] [ 17 ] |
| Prêmio Louis-Delluc                        | 12 de janeiro de 2022   |                                                                                               | Onoda: Ichiman'ya o Koete | Venceu    | [ 18 ]        |
| Prêmio Lumière                             | 30 de janeiro de 2017   | Melhor primeiro filme                                                                         | Diamant noir              | Indicado  | [ 19 ]        |
| Prêmio Lumière                             | 17 de janeiro de 2022   | Melhor filme                                                                                  | Onoda: Ichiman'ya o Koete | Indicado  | [ 20 ]        |
| Prêmio Lumière                             | 17 de janeiro de 2022   | Melhor diretor                                                                                | Onoda: Ichiman'ya o Koete | Indicado  | [ 20 ]        |
| Prêmio Lumière                             | 17 de janeiro de 2022   | Melhor roteiro                                                                                | Onoda: Ichiman'ya o Koete | Indicado  | [ 20 ]        |
| Magritte Awards                            | 12 de fevereiro de 2022 | Melhor filme internacional em coprodução                                                      | Onoda: Ichiman'ya o Koete | Indicado  | [ 21 ]        |
| Syndicat Français de la Critique de Cinéma | 22 de fevereiro de 2022 | Melhor filme francês                                                                          | Onoda: Ichiman'ya o Koete | Venceu    | [ 22 ]        |